# Phare de Langness
Le phare de Langness est un phare situé sur le côté est de Dreswick Point (en) sur la péninsule de Langness sur l'Île de Man.
Le phare est géré par le Northern Lighthouse Board (NLB), l'organisation de l'aide maritime des côtes d'Écosse et de l'Île de Man.

## Histoire
Le phare a été construit par David et Thomas Stevenson en 1880 sur le côté est de  Dreswick Point sur la péninsule de Langness. C'est une tour ronde de 19 m de haut, avec lanterne et galerie, peinte en blanc. La lanterne est peinte en noir. Les maisons des gardiens d'un étage et l es bâtiments annexes sont entourées par un mur en pierre. Une corne de brume y a fonctionné jusqu'en 1987.
Le phare émet deux flashs blancs espacés de 5 secondes toutes les 30 secondes. Placé au sud de la péninsule à environ 2,5 km au sud de Derbyhaven. Le site est ouvert et la tour est fermée. En 2014, les logements des gardiens ont été rénovées pour être utilisés comme résidence de location touristique.
Pendant un certain nombre d'années, le présentateur de la TV britannique Jeremy Clarkson, possédant une grande partie du terrain environnant le phare, a essayé de fermer l'accès au phare, mais en mai 2010 on lui a ordonné de rouvrir les sentiers traditionnels menant au phare.

### Lien connexe
- Liste des phares de l'île de Man